# Porrera
Porrera – gmina w Hiszpanii, w prowincji Tarragona, w Katalonii, o powierzchni 28,77 km². W 2011 roku gmina liczyła 465 mieszkańców.